# 1. Klasse Oberbaden 1942/43
Unter der 1. Klasse Oberbaden 1942/43 werden thematisch die zweitklassigen Spielklassen des Sportgaus Baden 1942/43 aus dem Gebiet der ehemaligen Fußball-Bezirksklasse Oberbaden behandelt. Nach kriegsbedingter Umstellung der Spielklassen 1940 wurden die bisherigen Bezirksklassen aufgelöst, an deren Stelle traten regional kleinere 1. Klassen, die in sogenannten Sportbezirken ausgetragen wurden. Im Bereich Oberbaden wurden ursprünglich fünf Sportbezirke eingerichtet, der Spielbetrieb fand im Rundenturnier mit Hin- und Rückspiel statt. Die Nummerierung der Sportbezirke erfolgte gauweit chronologisch. Die diesjährigen Sieger der Sportbezirke qualifizierten sich für die Aufstiegsrunde zur Gauliga Baden 1943/44, in der die Aufsteiger zur Gauliga ermittelt wurden. Ein geregelter Spielbetrieb ist nur noch aus drei Sportbezirken überliefert.

## Sportbezirk VIII Breisgau
Der Spielbetrieb in der 1. Klasse Breisgau startete am 11. Oktober 1942, das letzte Spiel fand am 17. Januar 1943 statt. Der LSV Freiburg setzte sich durch und qualifizierte sich dadurch für die Aufstiegsrunde, die durch einen Sieg über die SG-SS Radolfzell erfolgreich gestaltet werden konnte. Durch die später beschlossene Erweiterung der Gauliga in der kommenden Spielzeit durften schlussendlich alle Vertreter der diesjährigen 1. Klasse Freiburg, sowie der in dieser Spielzeit zurückgezogene FV Emmendingen zur kommenden Spielzeit in die Erstklassigkeit aufsteigen. Die 1. Klasse Freiburg wurde dafür ab kommender Saison nicht mehr ausgetragen.

### Kreuztabelle
Die Kreuztabelle stellt die Ergebnisse aller überlieferten Spiele dieser Saison dar. Die Heimmannschaft ist in der linken Spalte, die Gastmannschaft in der oberen Zeile aufgelistet.
| 1942/43             | LSV | SC Freiburg | WIE  | KIC |
| ------------------- | --- | ----------- | ---- | --- |
| LSV Freiburg        |     | 5:1         | 11:2 | 9:2 |
| SC i.d. FT Freiburg | 1:3 |             | 2:1  | 6:2 |
| SpVgg Wiehre 04     | 1:3 | 1:2         |      | 3:2 |
| FC Kickers Freiburg | 2:2 | 1:4         | 3:4  |     |

### Abschlusstabelle
| Pl. | Verein                  | Sp. | S | U | N | Tore    | Quote | Punkte |
| --- | ----------------------- | --- | - | - | - | ------- | ----- | ------ |
| 1.  | LSV Freiburg            | 6   | 5 | 1 | 0 | 033:900 | 3,67  | 11:10  |
| 2.  | SC i.d. FT Freiburg (A) | 6   | 4 | 0 | 2 | 016:130 | 1,23  | 08:40  |
| 3.  | SpVgg Wiehre 04         | 6   | 2 | 0 | 4 | 012:230 | 0,52  | 04:80  |
| 4.  | FC Kickers Freiburg     | 6   | 0 | 1 | 5 | 012:280 | 0,43  | 01:11  |

| (A) | Absteiger aus der Gauliga |

## Sportbezirk IX
Der Spielbetrieb im Sportbezirk IX fand mit vier Teilnehmern statt. Der VfB Waldshut setzte sich durch, verzichtete jedoch auf die Teilnahme an der diesjährigen Aufstiegsrunde. Nach der Saison wurde der Spielbetrieb in diesem Bezirk eingestellt.
| Pl. | Verein                  |
| --- | ----------------------- |
| 1.  | VfB Waldshut            |
| 2.  | FC Rheinfelden          |
| 3.  | FC Wutöschingen-Horheim |
| 4.  | FV Lörrach              |

## Sportbezirk XI Hegau-Bodensee
In der 1. Klasse des Sportbezirkes XI setzte sich die im Juni 1942 gegründete SG-SS Radolfzell auf Grund des besseren Torquotienten gegenüber dem FC Konstanz 1900 durch. Anders als in den letzten Jahren nahm der Meister dieses Sportbezirkes in dieser Saison an den Aufstiegsspielen teil, Radolfzell verlor jedoch gegen den LSV Freiburg und verblieb in der 1. Klasse.
In der kommenden Spielzeit fand weiterhin ein Spielbetrieb statt, ergänzt wurde die Bodensee-Liga mit Vereinen vom Bodensee, die vormals im Gau Württemberg spielten (Friedrichshafen, Ravensburg). Ergebnisse 1943/44 sind jedoch nur spärlich überliefert.
| Pl.                                                       | Verein                   | Sp. | S  | U | N  | Tore    | Quote | Punkte |
| --------------------------------------------------------- | ------------------------ | --- | -- | - | -- | ------- | ----- | ------ |
| 1.                                                        | SG-SS Radolfzell (N)     | 14  | 10 | 3 | 1  | 061:160 | 3,81  | 23:50  |
| 2.                                                        | FC Konstanz 1900         | 14  | 10 | 3 | 1  | 045:140 | 3,21  | 23:50  |
| 3.                                                        | FC Markdorf              | 14  | 7  | 3 | 4  | 028:180 | 1,56  | 17:11  |
| 4.                                                        | FC Singen 04             | 14  | 5  | 2 | 7  | 035:400 | 0,88  | 12:16  |
| 5.                                                        | FC Immenstaad (N)        | 14  | 4  | 4 | 6  | 017:380 | 0,45  | 12:16  |
| 6.                                                        | Reichsbahn-SG Singen (N) | 14  | 4  | 2 | 8  | 019:420 | 0,45  | 10:18  |
| 7.                                                        | FC Kluftern              | 14  | 3  | 3 | 8  | 010:430 | 0,23  | 09:19  |
| 8.                                                        | VfR Konstanz             | 14  | 3  | 0 | 11 | 022:260 | 0,85  | 06:22  |
| Quelle: Bodensee-Rundschau Nr. 93/1943, Stand: Saisonende |                          |     |    |   |    |         |       |        |

| (N) | Aufsteiger aus der 2. Klasse / Neuling |